# 小澤寛
小澤 寛（おざわ かん、1949年9月27日 - ）は、日本の俳優、演出家。岐阜県出身。OfficeKAN所属。

## 来歴
高校卒業後、阪急交通社に入社し、24歳で俳優修業に転身。
1975年、全映名古屋第1回新人発表会で初舞台。その後、当時全映講師の舟木淳の指導で劇団グルッペNを深山義夫らと創立。退団後、1981年に木崎裕次らと演劇人冒険舎を立ちあげ、1997年の退団まで17年間、主演俳優の他、マスコミ出演や劇団内の演出も行なった。他劇団への客演、舞踊、オペラ・合唱劇への出演、演出なども行う。
2011年4月30日にグレート家康公「葵」武将隊を結成し、徳川家康役を、2014年6月1日まで務める。
2014年、OfficeKANを立ち上げ、第一回自己プロデュース公演「授業」開催。
2015年にレジェンド家康公天下泰平組を結成し、武将隊として活動。
2020年から、名古屋芸術大学非常勤講師を務めている。

## 人物
名古屋放送芸能家協議会会員、ミュージカルユニット『宙の会』顧問、名古屋演奏家ソサエティー顧問、劇団味増田楽顧問、岡崎女子短期大学児童文化研究部指導。1998年（平成10年）に第3回松原英治・若尾正也記念演劇賞受賞。

## 作品

### 近年の主な出演作品
- 12人の怒れる男（2010年1月、主催：(財)名古屋市文化振興事業団）
- 市民音楽劇「万灯の輝く夜に」（2010年7月、刈谷市総合文化センター開館記念公演）
- ミュージカル「海の向こうに」（2010年9月、主催：(財)名古屋市文化振興事業団）
- ゴッホのためのレクイエム（2011年7月、主催：(財)名古屋市文化振興授業団）
- おんな忠臣蔵（2011年12月、主催：名古屋演奏家ソサエティー）
- ROAD〜この命徳川のために〜（2012年9月、主催：グレート家康公「葵」武将隊実行委員会）
  - ROAD2〜小牧・長久手の戦い（2014年2月、主催：グレート家康公「葵」武将隊実行委員会）
- テミスの剣（2013年4月、主催：(財)名古屋市文化振興事業団）
- 第一回プロデュース公演「授業」（2014年6月、主催：Office KAN）
  - 第二回プロデュース公演「陽なたの干しぶどう」（2016年4月、主催：Offiice KAN、演出・訳：伊藤敬）
  - 第三回プロデュース公演「日本一不味い店」（2017年12月、主催：OfficeKAN、演出：木崎裕二）
  - 第四回プロデュース公演 戦国ミュージカル「覇王の子」（2018年11月、主催：OfficeKAN、演出：小澤寛 / 2019年5月、岡崎市民会館あおいホール）
  - 第六回プロデュース公演戦国ミュージカル「覇王の道」（2021年10月、主催：Office KAN）
  - 第七回プロデュース公演「父と暮せば」（2022年7月、主催：Office KAN）
  - 第八回プロデュース公演「なんとなくリアな…」（2022年10月、主催：Office KAN）
  - 第九回プロデュース公演戦国ミュージカル「覇王の光」（2023年10月、主催：Office KAN）
  - 第十回プロデュース公演「小澤寛芸歴50周年記念公演」（2024年11月、主催：Office KAN）
- 痛快!川上貞奴一座（2014年11月、名古屋市やっとかめ文化祭）
- ミュージカル「ライト・イン・ザ・ピアッツア」（2015年2月、主催：(財)名古屋市文化振興事業団）
- 武将ユニット「レジェンド家康公天下泰平組」結成（2015年4月） - 家康 役
- 名古屋東文化小劇場セレクトシリーズ「てぃんさぐの花」（2015年4月）
- ミュージカル「キミのために散る」（2015年12月、主催：メニコンビジネスアシスト） - 演出・出演
- ルーム・サービス（2016年10月、主催：(財)名古屋市文化振興事業団）
- オペレッタ「閻魔街道夢ん中」（2016年12月、主催：名古屋演奏家ソサエティー）
- 戦争を語り継ぐ演劇公演「噂」「約束」（2017年5月、東文化小劇場）
- ミュージカル「山三と阿国」（2018年2月、主催：名古屋市文化振興事業団）
- 戦争を語り継ぐ演劇公演「沈香」（2018年5月、東文化小劇場）
- オペラ「忠臣蔵」（2018年12月、主催：名古屋演奏家ソサエティー）
- ミュージカル「ボーイフレンド」（2019年2月、主催：名古屋市文化振興事業団）
- 戦争を語り継ぐ演劇公演「赦し」（2019年8月、東文化小劇場）
- 名古屋演劇人が語る名作劇場「煙が目にしみる」（2019年12月）
- レジェンド家康公天下泰平組公演「前へ〜Step Road〜」（2020年11月、昭和文化小劇場）
- ともだち企画「リア王」（2022年6月、主催：大府市）
- 創作オペラ「花も花なれ」（2022年7月、主催：名古屋演奏家ソサエティ）
- 父と暮せば（2022年11月、岡崎りぶらにて再演）
- Office KANキッズミュージカル立ち上げ 第一回公演「牛若物語」（2023年4月）
  - Office KANキッズミュージカル 第二回公演「里見八犬伝・流転」（2024年3月）

### テレビドラマ
- 連続テレビ小説 君の名は（1991年、NHK） - 前野 役
- いちばん綺麗なとき（1999年、NHK）
- キッズ・ウォー（1999年、CBC）
  - キッズ・ウォー4（2002年、CBC）
- 定年ゴジラ（2001年、NHK）
- 幼稚園ゲーム〜お受験します!〜（2001年、CBC）
- どっちがどっち!（2002年、NHK）
- ことぶきウォーズ（2004年、CBC）

### 舞台
- 天満屋心中（2005年、名古屋市北文化小劇場）
- 池鯉鮒宿祭乃縁（2005年、名古屋市青少年文化センター / 2006年、知立市文化会館）
- 12人の怒れる男（2010年、名古屋市千種文化小劇場）
- 市民音楽劇「万灯の輝く夜に」（2010年、刈谷市総合文化センター）
- ミュージカル「海の向こうに」（2010年、名古屋市青少年文化センター）
- ゴッホのためのレクイエム（2011年、名古屋市芸術創造センター）
- おんな忠臣蔵（2011年、名古屋市芸術創造センター）
- ROAD〜この命徳川のために〜（2012年、岡崎市せきれいホール）
  - ROAD2〜小牧・長久手の戦い〜（2014年、岡崎市せきれいホール）
- テミスの剣（2013年、名古屋市東文化小劇場）
- 授業（2014年、七ツ寺共同スタジオ）
- 蘭丸燃ゆ（2014年、可児市文化創造センター）
- 痛快!川上貞奴一座（2014年、やっとかめ文化祭）
- ライト・イン・ザ・ピアッツァ（2015年、名古屋市青少年文化センター）
- てぃんさぐの花（2015年、名古屋東文化小劇場）
- ミュージカルきみのために散る（2015年、名古屋市芸術創造センター）
- 陽なたの干しぶどう（2016年、名古屋千種文化小劇場）
- ルームサービス（2016年、名古屋西文化小劇場）
- 国民文化祭あいち開会式（2016年、愛知県芸術劇場）
- オペレッタ閻魔街道夢ん中（2016年、名古屋市芸術創造センター）
- 戦争を語り継ぐ演劇公演 噂（2017年、名古屋東文化小劇場）
  - 戦争を語り継ぐ演劇公演 約束（2017年、名古屋東文化小劇場）

### 映画
- 幸福な結末（2012年）[7]

### CM
- 愛知トヨタ
- 八十二銀行
- 愛知銀行
- 株式会社コパン